# Donavia
Donavia (Russisch: ОАО «Донавиа»}, het vroegere Aeroflot-Don (Russisch: ОАО «Аэрофлот-Дон») was een Russische luchtvaartmaatschappij met haar basis in Rostov aan de Don. Vanuit deze thuisbasis werden passagiers-, vracht- en chartervluchten uitgevoerd binnen Rusland en naar omringende landen inclusief West-Europa. Rond februari 2016 besloot Donavia om zijn activiteiten te staken en zijn vloot ging over naar Rossiya Airlines.

## Geschiedenis
Donavia is oorspronkelijk ontstaan uit Noord-Kaukasische divisie van Aeroflot, van waaruit in 1992 na het uiteenvallen van de Sovjet-Unie de geprivatiseerde luchtvaartmaatschappij Yug Avia (Joeg Avia) of Southern Airlines (Zuidelijke luchtvaartmaatschappij) is ontstaan. In 1993 werd de naam gewijzigd in Donskieje Avialinnii of OAO Donavia met haar thuisplaats in Rostov aan de Don. 
In 2001 werd de luchtvaartmaatschappij overgenomen door Aeroflot (de eerste regionale luchtvaartmaatschappij van Aeroflot) om de maatschappij beter in staat te stellen om ook buiten Moskou een deel van het luchtvaartvervoer binnen en vanuit Rusland te kunnen uitvoeren. De naam werd gewijzigd in Aeroflot-Don, maar vanaf 25 september 2009 heet de maatschappij weer Donavia.

## Diensten
In 2009 vervoerde de maatschappij 1,2 miljoen passagiers, waarvan 0,7 miljoen op internationale bestemmingen. Het vrachtvervoer was met 1800 ton zeer bescheiden. 

## Vloot
Tot 2016 bestond de vloot van Donavia uit de volgende vliegtuigen:
| Type            | Aantal |
| --------------- | ------ |
| Airbus A319-100 | 10     |
| Boeing 737-400  | 3      |
| Boeing 737-500  | 7      |